# Intertoto Cup 1992
De Intertoto Cup was sinds 1967 een mogelijkheid voor ploegen om in de zomer te blijven voetballen. De editie van 1992 werd zoals gebruikelijk gehouden tijdens de zomerstop. Ze bestond enkel uit groepswedstrijden omdat het onhaalbaar bleek nog knock-outronden te spelen na de zomerstop. Clubs hadden daarvoor een te druk programma en de UEFA bepaalde dat ploegen die aan UEFA-toernooien zoals de twee edities van de Europa Cup meededen, niet mochten deelnemen aan andere toernooien.
Aan deze editie van het toernooi deden 40 ploegen mee, drie meer dan vorig jaar. Er waren tien groepen van vier teams en elk team speelde zes wedstrijden. Er deden zes ploegen mee uit Duitsland; vijf uit Denemarken, Oostenrijk en Zweden; vier uit Tsjecho-Slowakije en Zwitserland; twee uit Bulgarije, Hongarije, Israël, Nederland en Roemenië en één uit Frankrijk.
Het Tsjecho-Slowaakse Slavia Praag uit groep 9 haalde de hoogste score: elf punten.

## Eindstanden

### Groep 1
| plaats | Club             | Doelpunten | Punten |
| ------ | ---------------- | ---------- | ------ |
| 1.     | FC Kopenhagen    | 14 : 8     | 9      |
| 2.     | Sigma Olomouc    | 9 : 8      | 6      |
| 3.     | Admira Wacker    | 10 : 14    | 5      |
| 4.     | Grasshopper-Club | 9 : 12     | 4      |

### Groep 2
| plaats | Club              | Doelpunten | Punten |
| ------ | ----------------- | ---------- | ------ |
| 1.     | Siófoki Bányász   | 9 : 6      | 8      |
| 2.     | Sparta Praag      | 9 : 7      | 8      |
| 3.     | SK Vorwärts Steyr | 8 : 10     | 5      |
| 4.     | Lausanne Sports   | 4 : 7      | 3      |

### Groep 3
| plaats | Club            | Doelpunten | Punten |
| ------ | --------------- | ---------- | ------ |
| 1.     | Bayer Uerdingen | 8 : 4      | 10     |
| 2.     | BK Häcken       | 12 : 8     | 6      |
| 3.     | FC St. Gallen   | 8 : 10     | 4      |
| 4.     | Stahl Linz      | 7 : 13     | 4      |

### Groep 4
| plaats | Club                | Doelpunten | Punten |
| ------ | ------------------- | ---------- | ------ |
| 1.     | Karlsruher SC       | 12 : 9     | 7      |
| 2.     | BSC Young Boys Bern | 13 : 12    | 6      |
| 3.     | Halmstads BK        | 11 : 13    | 6      |
| 4.     | Austria Salzburg    | 12 : 14    | 5      |

### Groep 5
| plaats | Club            | Doelpunten | Punten |
| ------ | --------------- | ---------- | ------ |
| 1.     | Rapid Wien      | 13 : 10    | 7      |
| 2.     | Helsingborgs IF | 11 : 13    | 7      |
| 3.     | Brondby IF      | 14 : 14    | 5      |
| 4.     | VfL Bochum      | 7 : 8      | 5      |

### Groep 6
| plaats | Club       | Doelpunten | Punten |
| ------ | ---------- | ---------- | ------ |
| 1.     | Lyngby BK  | 10 : 5     | 9      |
| 2.     | SM Caen    | 6 : 5      | 6      |
| 3.     | Schalke 04 | 11 : 11    | 6      |
| 4.     | RKC        | 6 : 12     | 3      |

### Groep 7
| plaats | Club              | Doelpunten | Punten |
| ------ | ----------------- | ---------- | ------ |
| 1.     | Slovan Bratislava | 18 : 11    | 9      |
| 2.     | Vaci Izzo MTE     | 13 : 10    | 8      |
| 3.     | Aarhus GF         | 6 : 7      | 5      |
| 4.     | Kiruna FF         | 8 : 17     | 2      |

### Groep 8
| plaats | Club             | Doelpunten | Punten |
| ------ | ---------------- | ---------- | ------ |
| 1.     | Aalborg BK       | 11 : 2     | 10     |
| 2.     | Hammarby IF      | 8 : 10     | 5      |
| 3.     | SVV/Dordrecht'90 | 7 : 10     | 5      |
| 4.     | 1.FC Saarbrücken | 6 : 10     | 4      |

### Groep 9
| plaats | Club                | Doelpunten | Punten |
| ------ | ------------------- | ---------- | ------ |
| 1.     | Slavia Praag        | 16 : 4     | 11     |
| 2.     | Bayer Leverkusen    | 8 : 7      | 6      |
| 3.     | Hapoel Petach Tikwa | 7 : 11     | 5      |
| 4.     | Maccabi Netanya     | 4 : 13     | 2      |

### Groep 10
| plaats | Club                        | Doelpunten | Punten |
| ------ | --------------------------- | ---------- | ------ |
| 1.     | Lokomotiv Gorna Oriahovitza | 6 : 6      | 8      |
| 2.     | Lokomotiv Sofia             | 8 : 7      | 6      |
| 3.     | Arges Pitesti               | 11 : 10    | 5      |
| 4.     | Rapid Boekarest             | 8 : 10     | 5      |